# هایلی اتول
هایلی الیزابت اتوِل (انگلیسی: Hayley Elizabeth Atwell؛ زادهٔ ۵ آوریل ۱۹۸۲) بازیگر بریتانیایی و آمریکایی است. او بازیگری را در مدرسه موسیقی و نمایش گیلدهال مطالعه کرد و نخستین بازیگری او در تئاتر، با نمایش پرومته در زنجیر در ۲۰۰۵ بود. او سپس در چندین نمایش از وست اند و در تلویزیون حضور یافت و برای نقش برجسته‌اش در دوشس (۲۰۰۸) مورد توجه قرار گرفت. او برای این نقش نامزد جایزهٔ فیلم ایندیپندنت بریتانیا شد. نقش اصلی او در مینی‌سریال ستون‌های زمین (۲۰۱۰) برایش نامزدی جایزهٔ گلدن گلوب را به همراه داشت.
اتول با بازی در نقش پگی کارتر در فیلم ابرقهرمانی کاپیتان آمریکا: نخستین انتقام‌جو (۲۰۱۱) و مجموعهٔ مأمور کارتر (۲۰۱۵–۲۰۱۶) به شهرت بین‌المللی رسید. او همچنین در درام جنگی گواه جوانی (۲۰۱۴) و فیلم‌های فانتزی سیندرلا (۲۰۱۵) و کریستوفر رابین (۲۰۱۸) بازیگری کرد و نقشی اصلی در فیلم اکشن مأموریت: غیرممکن – روزشمار مرگ قسمت اول (۲۰۲۳) داشت.

## زندگی شخصی
پدر او آمریکایی و مادرش یک بریتانیایی است. هایلی تنها فرزند خانواده بود و هنگامی که او ۲ سال داشت والدینش از هم جداشدند.

## حرفه بازیگری
هایلی اولین بار در فیلم رؤیای کاساندرا با کارگردانی وودی آلن بازی‌کرد.
وی بیشتر با نقش آفرینی در نقش مأمور کارتر معروف است.

## فیلم‌ها
| سال تولید | نام فیلم                                |
| --------- | --------------------------------------- |
| ۲۰۰۷      | رؤیای کاساندرا                          |
| ۲۰۰۷      | شما چطور؟                               |
| ۲۰۰۸      | دوشس                                    |
| ۲۰۰۹      | عشق هیت                                 |
| ۲۰۱۰      | سوپ گوجه                                |
| ۲۰۱۰      | ستون زمین                               |
| ۲۰۱۱      | کاپیتان آمریکا: اولین انتقام جو         |
| ۲۰۱۲      | آنا هستم                                |
| ۲۰۱۲      | فلج                                     |
| ۲۰۱۳      | جیمی                                    |
| ۲۰۱۳      | مارول یک شات: مأمور کارتر               |
| ۲۰۱۴      | کاپیتان آمریکا: سرباز زمستان            |
| ۲۰۱۴      | عهد جوانان                              |
| ۲۰۱۵      | سیندرلا                                 |
| ۲۰۱۵      | انتقام جویان: عصر اولتران               |
| ۲۰۱۵      | مرد مورچه ای                            |
| ۲۰۱۶      | The Complete Walk: Cymbeline            |
| ۲۰۱۸      | کریستوفر رابین                          |
| ۲۰۱۹      | نور کورکننده                            |
| ۲۰۱۹      | انتقام‌جویان: پایان بازی                 |
| ۲۰۲۱      | پیتر خرگوشه ۲: فراری                    |
| ۲۰۲۲      | Independent Miss Craigie                |
| ۲۰۲۲      | دکتر استرنج در چندجهانی دیوانگی         |
| ۲۰۲۳      | مأموریت: غیرممکن – روزشمار مرگ قسمت اول |
| ۲۰۲۴      | مأموریت: غیرممکن – روزشمار مرگ قسمت دوم |

## افتخارات
- هایلی اتول به عنوان یکی از زیباترین زنان جهان در لیست جهانی BWC ثبت شده‌است.